# DMMぱちタウン
DMMぱちタウンは、DMM.comが運営するパチンコ・パチスロ総合情報メディア。

## 概要
DMMぱちタウンは2013年の8月8日にスマホアプリを公開し、正式サービスを開始。
機種の解析情報や店舗情報を扱うWEBでの情報発信の他、DMMぱちタウンアプリやYouTubeチャンネル「DMMぱちタウンch」、完全オンライン完結型の入場システム「入場くんオンライン∞」などを展開。
倖田柚希やMYME、ぱちタウンエンジェルス（ぱちタウンガール）などの専属タレントも在籍している。
「松本バッチの成すがままに！」「アロマティックトークinぱちタウン」など、人気の動画コンテンツも展開している。

## 専属タレント
- 橘アンジュ
- 塚本アユム
- アカネ
- 倖田柚希
- ナミ
- 山崎ひびき
- MYME
- 水木美帆
- 結愛
- 果生梨
- 吉村遥
- もやし
- 美穂
- かまた雑煮
- オモダたくみ
- がっきー
- 田中逆回転
- ショウタク
- 孔明
- ギブアップ大西
- モツ平峯
- デリカツ